# 任龙云
任龙云（1987年10月12日—）是中国长跑运动员，精于马拉松。
他在2006年世界青年锦标赛的10000米赛跑上得第九名，且参加了2007年世界锦标赛。他也在2007年北京马拉松以第二名完赛。此外，他代表本国参加了2008年夏季奥林匹克运动会。

## 成绩
| 年        | 賽事             | 舉辦城市           | 名次          | 項目      | 記錄      |
| 代表 中国 | 代表 中国        | 代表 中国          | 代表 中国     | 代表 中国 | 代表 中国 |
| --------- | ---------------- | ------------------ | ------------- | --------- | --------- |
| 2006      | 世界青年锦标赛   | 中国北京           | 第8名         | 10,000 m  | 29:19.25  |
| 2007      | 世界锦标赛       | 日本大阪           | 第49名        | 马拉松    | 2:35:22   |
| 2009      | 世界大学生运动会 | 塞尔维亚贝尔格莱德 | 第18名 (预赛) | 5000 m    | 14:17.97  |
| 2009      | 世界大学生运动会 | 塞尔维亚贝尔格莱德 | 第10名        | 10,000 m  | 29:37.37  |
| 2010      | 亚洲运动会       | 中国广州           | 第8名         | 马拉松    | 2:18:43   |
| 2013      | 世界大学生运动会 | 俄罗斯喀山         | 第24名        | 半马拉松  | 1:08:43   |

## 外部連結
- 任龙云在的頁面
- 2008年中国之队